# Pyrkon

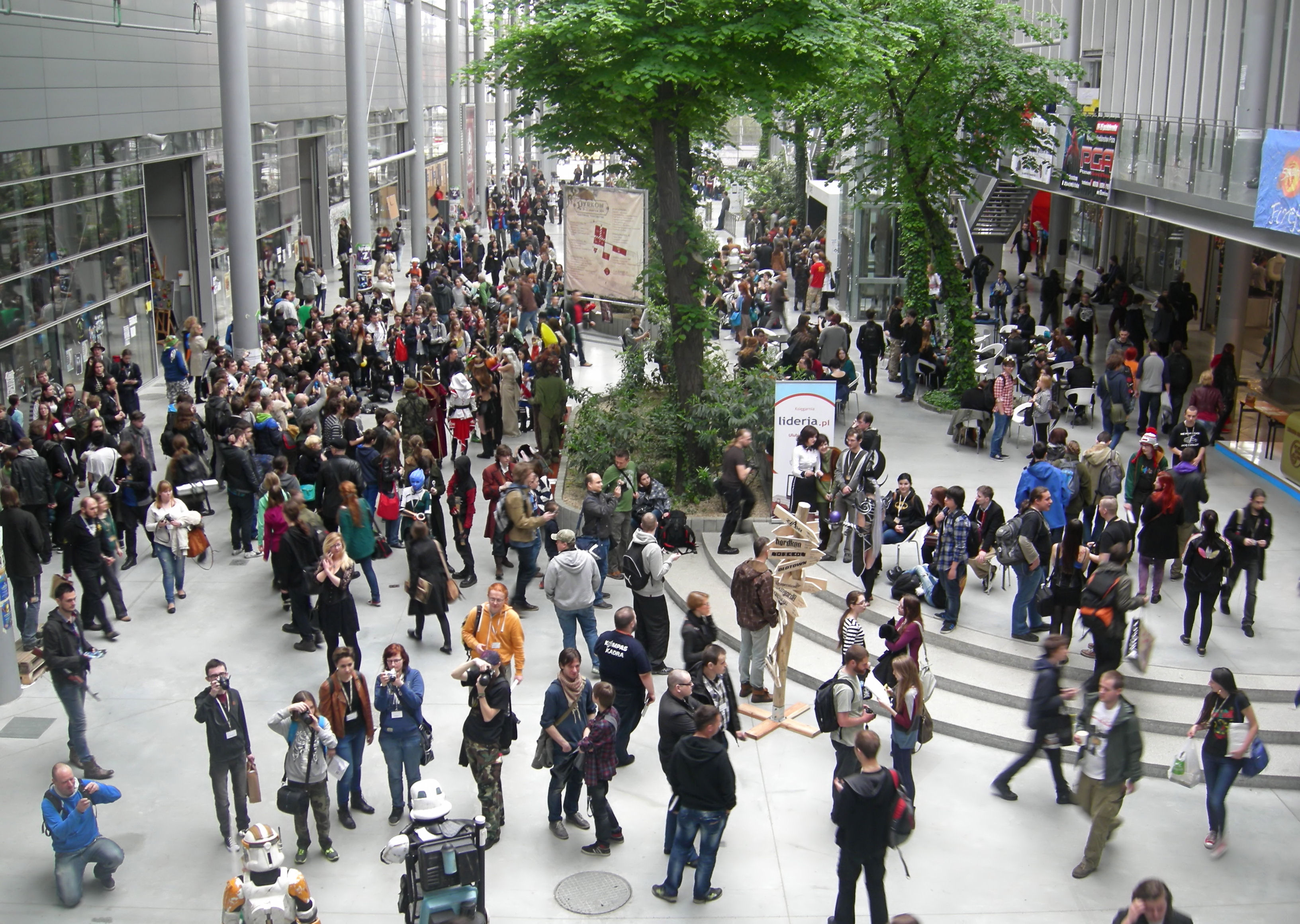
Pyrkon 2014

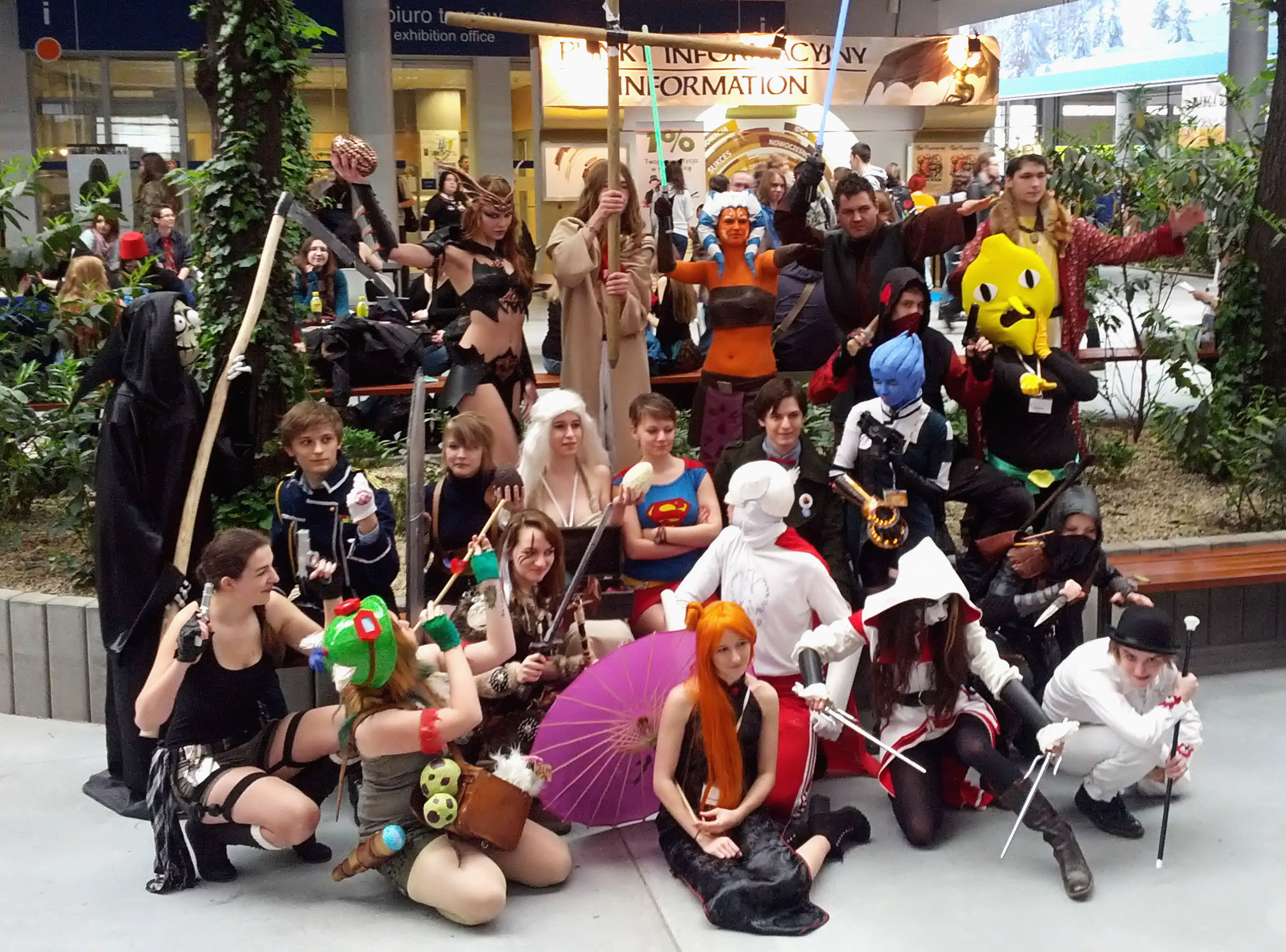
Kostýmovaní účastníci na Pyrkonu 2014

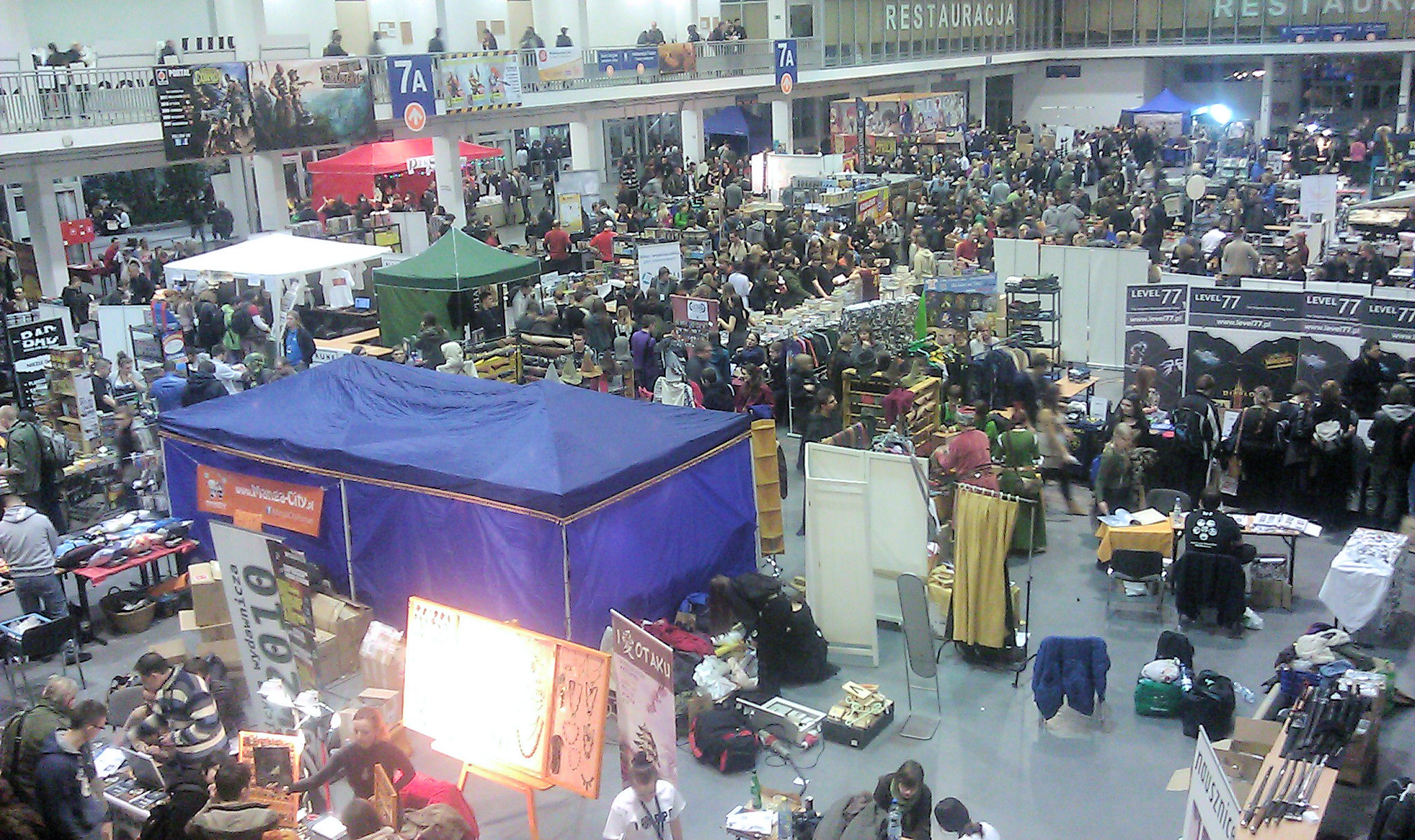
Pyrkon 2013

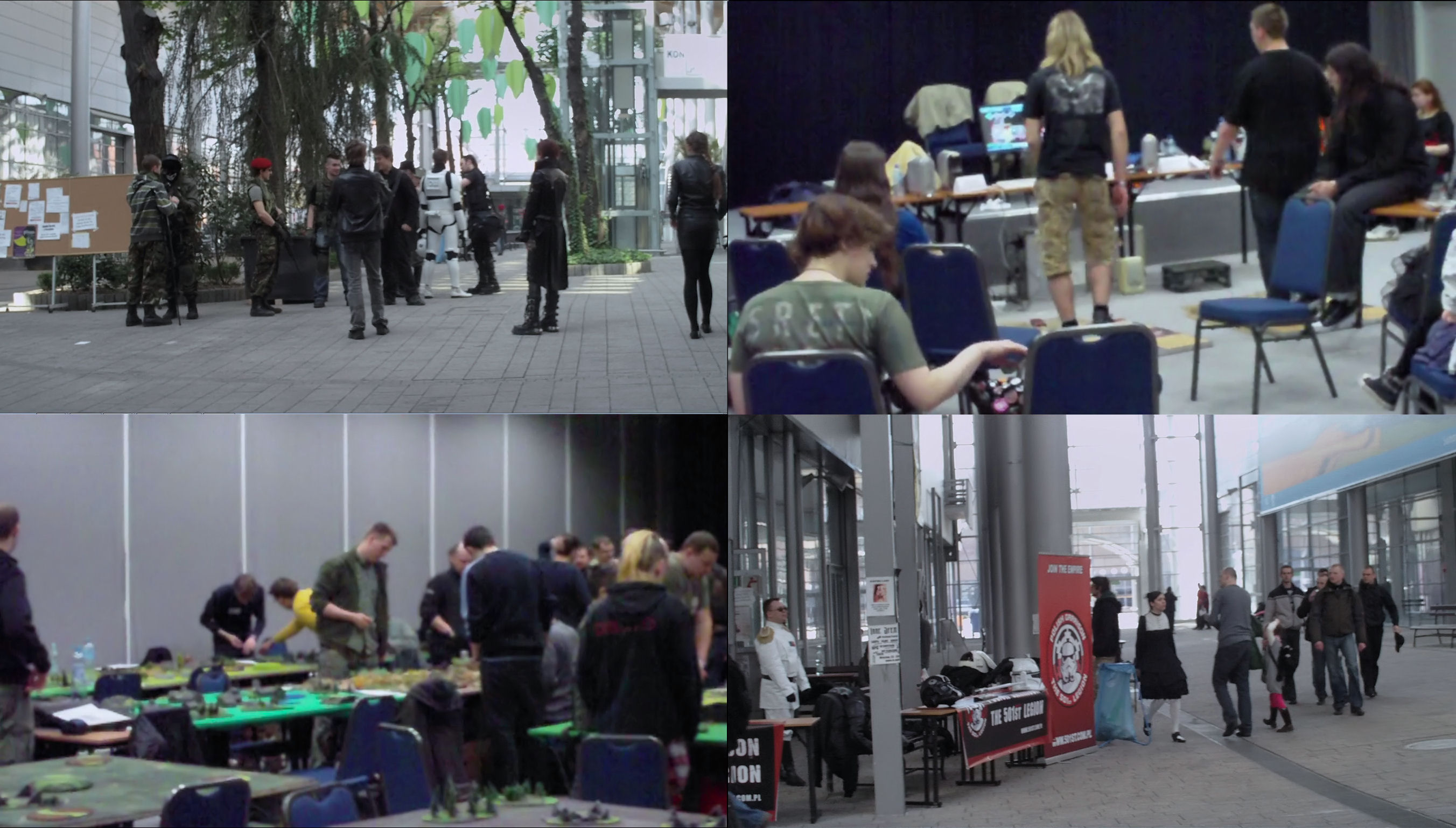
Pyrkon 2011

Festival Fantastiky Pyrkon (polsky Festiwal Fantastyki Pyrkon, známý jako Pyrkon) je největší polský a s počtem více než 55 000 účastníků jeden z největších v Evropě con fanoušků fantastiky. Festival se koná každoročně první víkend po jarní rovnodennosti v Poznani ve Velkopolském vojvodství. Con slouží k setkávání fanoušků a tvůrců fantastiky (tzv. fandomu) a také šíření fantastiky ve všech formách jako jsou literatura, komiks, film, televizní seriály a hry: videohry, hry na hrdiny, Larpy, deskové hry, sběratelské karetní hry a stolní válečné hry.

## Historie
Pyrkon organizuje klub fantastiky „Druhý Věk“ ((polsky) Stowarzyszenie Klub Fantastyki „Druga Era”), a to každoročně od roku 2000. Výjimka byl ročník 2005, kdy KF „Druhý Věk“ organizoval Polcon, a ročník 2011 „Druhý Věk“ zorganizoval Pyrkon i Polcon. Od začátku je to nezisková akce a všichni organizátoři, referenti, hosté a pomocníci (polsky gżdacze) jsou dobrovolníky.
Zpočátku Pyrkon probíhal v Dębci v těchto lokalitách:
- Základní škola č. 21 v Poznani ((polsky) Szkoła Podstawowa nr 21 w Poznaniu Archivováno 29. 10. 2013 na Wayback Machine.) (v letech 2000-2010);
- Gymnázium č. 42 v Poznani ((polsky) Gimnazjum nr 42 w Poznaniu Archivováno 29. 10. 2013 na Wayback Machine.) (v letech 2008-2010);
- Hotel Cezamet (v letech 2008-2010);
- Komplex škol středních č. 19 v Poznani ((polsky) Zespół Szkół Licealno-Technicznych nr 19 w Poznaniu) (v roce 2010).

Protože počet účastníků stále rostl, v roce 2011 se con přestěhoval do areálu Poznaňských mezinárodních veletrhů a Střední školy č. 2 v Poznani ((polsky) Liceum Ogólnokształcące nr 2 w Poznaniu). Zde se con pořádá až dodnes.
2. března 1999 KF „Druhý Věk“ zorganizoval „Den s fantastikou“ v kulturním domě „Slunce“ (Osiedlowy Dom Kultury „Słońce”) na Sídlišti Přátelství (Osiedle Przyjaźni) v Poznani. Byl to přímý předchůdce Pyrkonu.
V roce 2006 začala tradice uspořádat Pyrkon první víkend po jarní rovnodennosti. Obvykle je to víkend změny času, proto v průvodcích po conu a oznámeních organizátoři informují účastníky o potřebě změnit čas na svých hodinkách.

## Etymologie názvu
Název conu pochází od slova pyra, které pochází z poznaňského nářečí a znamená brambor, a přípony -kon, kterou se končí názvy většiny polských conů.
Podle další teorie název Pyrkon pochází z 10. knihy Cesty po Řecku Pausánia, kde cituje báseň Eumolpia, kterou měl napsat Musaios, syn Antiophema. Zde se uvádí, že Pyrkon byl Poseidónovým postředníkem v delfské věštírně. Je to eponym delfských kněží boha Poseidona zvaných pyrkoj.

## Program

### Hlavní akce
- setkání a diskusní panely s tvůrci fantastiky,
- setkání s vydavateli knih a her,
- přednášky na různá témata související s fantastikou,
- přednášky populární vědy, především o fyzice, dějinách, lingvistice, kulturologii,
- hry na hrdiny a LARPy,
- půjčování deskových her (tzv. Gamesroom),
- videohry a staré videohry (tzv. Retrogaming),
- turnaje deskových, karetních, válečných her a videoher,
- ukázky a premiéry různých her,
- soutěže o ceny.

### Další akce
- koncerty,
- ukázky bojových umění,
- ukázky tance s ohněm,
- ukázky a semináře tance,
- hry DDR a karaoke,
- Pyrkon Dance.

### Programové linie
Akce (přednášky, diskusní panely, setkání s hosty, soutěže, koncerty apod.) na Pyrkonu se dělí na tematické programové linie. Většina akcí se koná v polštině, od 2013 se v Pyrkonu pořádá i anglická linie určená pro zahraniční účastníky.
Pyrkon 2013 měl následujících 14 programových liní:
- Anglickojazyčná linie – všechny druhy akcí v anglickém jazyce určené pro účastníky bez znalosti polštiny;
- Filmová linie – přednášky o filmech a tvorbě filmů, ukázky amatérských filmů, lekce tvorby filmů na Youtube;
- Linie počítačových her – soutěže a turnaje videoher, přednášky o designu her, tvorbě Let's playů;
- Literární linie – přednášky a diskusní panely o literatuře science-fiction a fantasy, besedy s autory;
- Vědecká linie – populární vědecké přednášky;
- Linie RPG – přednášky, jak dobře hrát RPG, prezentace nových systémů RPG, besedy s tvůrci her na hrdiny;
- LARP-ová linie – hry LARP, soutěž o nejlepší LARP Pyrkonu, prezentace systémů LARP, přednášky o tvorbě kostýmů na LARPy, zlepšení zručností pro hraní LARP;
- Komiksová linie – semináře komiksové kresby, besedy s kreslíři, přednášky o komiksech;
- Linie manga a anime – semináře kreslení ve stylu manga, přednášky o japonských komiksech, anime a popkultuře obecně;
- Linie soutěží – vědomostní soutěže zaměřené na různé části popkultury;
- Linie deskových her – Games Room – prezentace nových deskových her, lekce pravidel her, půjčování her;
- Linie začátečníků – krátké přípravné přednášky o všedních aspektech fandomu pro začátečníky, kteří nikdy dříve nebyli na conech, nehráli RPG, LARP atd.
- Dětská linie – akce související s fantastikou, určeno pro děti mladší než 10 let;
- Výstavy, Ukázky, Semináře – semináře a ukázky tance, koncerty, výstavy lego atd.

## Zahraniční hosté
| Rok  | Jméno a příjmení   | Profese              | Národnost   | Občanství          |  |
| ---- | ------------------ | -------------------- | ----------- | ------------------ |  |
| 2008 | Miroslav Žamboch   | spisovatel           | česká       | Česko              |  |
| 2009 | Wojciech Siudmak   | malíř                | polská      | Francie            |  |
| 2011 | Adrian Tchaikovsky | spisovatel           | britská     | Spojené království |  |
| 2012 | Shane Lacy Hensley | tvůrce her na hrdiny | americká    | USA                |  |
| 2012 | Ian McDonald       | spisovatel           | britská     | Spojené království |  |
| 2012 | Grzegorz Rosiński  | kreslíř              | polská      | Švýcarsko          |  |
| 2013 | Eoin O'Doherty     | programátor          | ?           | ?                  |  |
| 2013 | Graham Masterton   | spisovatel           | britská     | Spojené království |  |
| 2013 | John Wick          | tvůrce her na hrdiny | americká    | USA                |  |
| 2013 | Miroslav Žamboch   | spisovatel           | česká       | Česko              |  |
| 2014 | Tad Williams       | spisovatel           | americká    | USA                |  |
| 2014 | Sandy Petersen     | tvůrce her na hrdiny | americká    | USA                |  |
| 2014 | Cameron Stewart    | kreslíř              | kanadská    | Německo            |  |
| 2014 | Olga Gromyko       | spisovatel           | ruská       | Bělorusko          |  |
| 2014 | Charles Stross     | spisovatel           | britská     | Spojené království |  |
| 2014 | Lauren Beukes      | spisovatel           | jihoafrická | JAR                |  |
| 2014 | Umberto Pignatelli | tvůrce her na hrdiny | italská     | Itálie             |  |
| 2014 | Guy Delisle        | kreslíř              | kanadská    | Kanada             |  |
| 2014 | Tony Swatton       | kovář                | americká    | USA                |  |
| 2014 | Sergej Legeza      | spisovatel           | ukrajinská  | Ukrajina           |  |
| 2014 | Vladimir Arjenjev  | spisovatel           | ukrajinská  | Ukrajina           |  |

## Čas a místo
| Čas                 | Místo | Počet účastníků | Oficiální hosté |
| ------------------- | --- | --------------- | --- |
| 6. března 1999      | Sídlištní Kulturní Dům „Slunce“                                                                                  | ~400            | Jacek Inglot, Robert Lipski, Marek Oramus, Romuald Pawlak, Andrzej Sapkowski, prof. Antoni Smuszkiewicz, Przemysław Truściński, Rafał A. Ziemkiewicz, Andrzej Zimniak |
| 11–12. března 2000  | Základní škola č. 21 v Poznani                                                                                   | ~580            | Eugeniusz Dębski, Marek S. Huberath, Jacek Inglot, Witold Jabłoński, Feliks W. Kres, Andrzej Pilipiuk, Andrzej Sapkowski, Jacek Sobota, Andrzej Zimniak |
| 9–11. března 2001   | Základní škola č. 21 v Poznani                                                                                   | ~650            | Eugeniusz Dębski, Mirosław Jabłoński, Lech Jęczmyk, Marek Oramus, Maciej Parowski, Andrzej Pilipiuk, Bogusław Polch, Jacek Sobota, Andrzej Zimniak, Maciej Żerdziński |
| 15–17. března 2002  | Základní škola č. 21 v Poznani                                                                                   | ~600            | Anna Brzezińska, Lech Jęczmyk, Feliks W. Kres, Maja Lidia Kossakowska, Marek Oramus, Maciej Parowski, Andrzej Pilipiuk, Bogusław Polch, Andrzej Ziemiański, Rafał A. Ziemkiewicz, Andrzej Zimniak |
| 28–30. března 2003  | Základní škola č. 21 v Poznani                                                                                   | ~700            | Anna Brzezińska, Jacek Dukaj, Lech Jęczmyk, Jacek Komuda, Dominika Materska, Marek Oramus, Jacek Sobota, Wojciech Szyda, Andrzej Ziemiański, Andrzej Zimniak |
| 12–14. března 2004  | Základní škola č. 21 v Poznani                                                                                   | ~750            | Artur Baniewicz, Dawid Brykalski, Anna Brzezińska, Tomasz Budzyński, Witold Jabłoński, Darek Jasiczak, Lech Jęczmyk, Marcin Mortka, Maciej Parowski, Romuald Pawlak, Andrzej Sapkowski, Wojtek Sedeńko, Jacek Sobota, Wojciech Świdziniewski |
| 24–26. března 2006  | Základní škola č. 21 v Poznani                                                                                   | 867             | Jarosław Grzędowicz, Maciej Guzek, Marek S. Huberath, Witold Jabłoński, Lech Jęczmyk, Jacek Komuda, Maja Lidia Kossakowska, Marcin Mortka, Staszek Mąderek, Łukasz Orbitowski, Maciej Parowski, Jacek Piekara, Krzysztof Piskorski, Michał Protasiuk, Marcin Przybyłek, Wojciech Szyda, Szczepan Twardoch |
| 23–25. března 2007  | Základní škola č. 21 v Poznani                                                                                   | 1080            | Ewa Białołęcka, Piotr W. Cholewa, Jakub Ćwiek, Jarosław Grzędowicz, Maciej Guzek, Marek S. Huberath, Witold Jabłoński, Lech Jęczmyk, Jacek Komuda, Rafał Kosik, Maja Lidia Kossakowska, Magdalena Kozak, Marcin Mortka, Łukasz Orbitowski, Maciej Parowski, Andrzej Pilipiuk, Michał Protasiuk, Marcin Przybyłek, Wojciech Szyda, Szczepan Twardoch, Andrzej Zimniak, Paweł Zych |
| 28–30. března 2008  | Základní škola č. 21 v Poznani, Gymnázium č. 42 v Poznani, Hotel Cezamet                                         | 2131            | Ewa Białołęcka, Anna Brzezińska, Elżbieta Cherezińska, Michał Cetnarowski, Jakub Ćwiek, Rafał Dębski, Jacek Drewnowski, Jarosław Grzędowicz, Maciej Guzek, Marek S. Huberath, Witold Jabłoński, Lech Jęczmyk, Barbara „Maskotka“ Karlik, Jacek Komuda, Rafał Kosik, Maja Lidia Kossakowska, Jacek Kowalski, Magdalena Kozak, Paweł Majka, Paweł Matuszek, Iwona Michałowska-Gabrych, Marcin Mortka, Dominika Oramus, Marek Oramus, Łukasz Orbitowski, Maciej Parowski, Magda Parus, Andrzej Pilipiuk, Michał Protasiuk, Marcin Przybyłek, Piotr Rogoża, Wit Szostak, Wojciech Szyda, Łukasz Śmigiel, Szczepan Twardoch, Konrad Walewski, Robert M. Wegner, Miroslav Žamboch |
| 27–29. března 2009  | Základní škola č. 21 v Poznani, Gymnázium č. 42 v Poznani, Hotel Cezamet                                         | 2876            | Marek Baraniecki, Ewa Białołęcka, Anna Brzezińska, Jakub Ćwiek, Bartosz Grykowski, Maciej Guzek, Marek S. Huberath, Witold Jabłoński, Lech Jęczmyk, Jacek Komuda, Rafał Kosik, Jacek Kowalski, Magdalena Kozak, Iwona Michałowska-Gabrych, Marcin Mortka, Łukasz Orbitowski, Maciej Parowski, Andrzej Pilipiuk, Michał Protasiuk, Marcin Przybyłek, Piotr Rogoża, Edyta Rudolf, Wojciech Siudmak, prof. Antoni Smuszkiewicz, Wit Szostak, Wojciech Szyda, Szczepan Twardoch, Milena Wójtowicz, Andrzej Zimniak |
| 26–28. března 2010  | Základní škola č. 21 v Poznani, Gymnázium č. 42 v Poznani, Hotel Cezamet, Komplex škol středních č. 19 v Poznani | 3023            | Ewa Białołęcka, Michał Bogacki, Elżbieta Cherezińska, Michał Cetnarowski, Jakub Ćwiek, Rafał Dębski, Jacek Drewnowski, Jarosław Grzędowicz, Maciej Guzek, Marek S. Huberath, Witold Jabłoński, Lech Jęczmyk, Barbara „Maskotka“ Karlik, Jacek Komuda, Rafał Kosik, Maja Lidia Kossakowska, Jacek Kowalski, Magdalena Kozak, Paweł Majka, Paweł Matuszek, Iwona Michałowska-Gabrych, Marcin Mortka, Dominika Oramus, Marek Oramus, Łukasz Orbitowski, Maciej Parowski, Magda Parus, Agnieszka Piechnik, Andrzej Pilipiuk, Michał Protasiuk, Marcin Przybyłek, Piotr Rogoża, Wit Szostak, Wojciech Szyda, Łukasz Śmigiel, Szczepan Twardoch, Konrad Walewski, Marcin Wolski, Robert M. Wegner |
| 25–27. března 2011  | Poznaňské mezinárodní veletrhy, Střední škola č. 2 v Poznani                                                     | 3660            | Ewa Białołęcka, Jarosław Błotny, Anna Brzezińska, Michał Cetnarowski, Elżbieta Cherezińska, Jakub Ćwiek, Dariusz Domagalski, Artur Ganszyniec, Jarosław Grzędowicz, Maciej Guzek, Agnieszka Hałas, Marek S. Huberath, Aleksandra Janusz, Lech Jęczmyk, Barbara „Maskotka“ Karlik, Jacek Komuda, Piotr Koryś, Rafał Kosik, Maja Lidia Kossakowska, Jacek Kowalski, Staszek Mąderek, Paweł Majka, Michał Markowski, Iwona Michałowska-Gabrych, Marcin Mortka, Piotr Olszówka, Łukasz Orbitowski, Maciej Parowski, Magda Parus, Agnieszka Piechnik, Krzysztof Piskorski, Michał Protasiuk, Piotr Rogoża, Wit Szostak, Artur Szrejter, Wojciech Szyda, Adrian Tchaikovsky, Jakub Żulczyk |
| 23–25. března 2012  | Poznaňské mezinárodní veletrhy, Střední škola č. 2 v Poznani                                                     | 6508            | Ewa Białołęcka, Jarosław Błotny, Karolina Burda, Michał Cetnarowski, Jakub Ćwiek, Dariusz Domagalski, Grzegorz Drukarczyk, Maciej Guzek, Agnieszka Hałas, Shane Lacy Hensley, Jacek Inglot, Aleksandra Janusz, Lech Jęczmyk, Barbara „Maskotka“ Karlik, Tomasz Kołodziejczak, Rafał Kosik, Jacek Kowalski, Magdalena Kozak, Staszek Mąderek, Ian McDonald, Iwona Michałowska-Gabrych, Marcin Mortka, Marta Nowak, Piotr Olszówka, Maciej Parowski, Magda Parus, Romuald Pawlak, Krzysztof Piskorski, Michał Protasiuk, Maciej „Shushei“ Ratuszniak, Piotr Rogoża, Grzegorz Rosiński, Robert „Bele“ Sienicki, Artur Szrejter, Wojciech Szyda, Łukasz Śmigiel, Michał „Śledziu“ Śledziński, Witold Vargas, Robert M. Wegner, Paweł Zych |
| 22–24. března 2013  | Poznaňské mezinárodní veletrhy, Střední škola č. 2 v Poznani                                                     | 12 299          | Ewa Białołęcka, Sylwia Błach, Michał Bogacz, Anna Brzezińska, Karolina Burda, Michał Cetnarowski, Elżbieta Cherezińska, Adrian Chmielarz, Jakub Ćwiek, Stefan Darda, Jacek Dukaj, Anna Głomb, Jakub Grudziński, Agnieszka Hałas, Sebastian Hetman, Marek S. Huberath, Marcin Hybel, Jacek Inglot, Aneta Jadowska, Aleksandra Janusz, Lech Jęczmyk, Igor Kaczmarek, Anna Kańtoch, Tomasz Kołodziejczak, Jacek Komuda, Rafał Kosik, Maja Lidia Kossakowska, Mateusz Kowalski, Łukasz Malinowski, Iwona Michałowska-Gabrych, Marcin Mortka, Ilona Myszkowska, Konrad Okoński, Łukasz Orbitowski, Maciej Parowski, Magda Parus, Wojciech Pazdur, Krzysztof Piskorski, Bogusław Polch, Michał Protasiuk, Marcin Przybyłek, Andrzej W. Sawicki, Robert Jerzy Szmidt, Wojciech Szyda, Witold Vargas, Robert M. Wegner, Marcin Wełnicki                          |
| 21.–23. března 2014 | Poznaňské mezinárodní veletrhy                                                                                   | 24000+          | Katarzyna Babis, Ewa Białołęcka, Sylwia Błach, Michał Centnarowski, Jakub Ćwiek, Jakub „Dem” Dębski, Tomek „Quaz” Drabik, Kamil „CTSG” Popielski, Agata „dudsonowa” Rutkowska, Agnieszka Hałas, Jacek Inglot, Aneta Jadowska, Arkadiusz „Dark Archon” Kamiński, Anna Kańtoch, Tomasz Kołodziejczak, Jacek Komuda, Maja Lidia Kossakowska, Iwona Michałowska-Gabrych, Ilona Myszkowska, Łukasz Orbitowski, Maciej Parowski, Andrzej Pilipiuk, Krzysztof Piskorski, Michał Protasiuk, Marcin Rustecki, Robert Sienicki, Wojciech Szyda, Agata Wawryniuk, Andrzej Zimniak, Paweł Zych oraz Piotr „Ramel” Koryś, Maciej „repek” Reputakowski, Wojtek Rzadek, Maciej „lucek” Sabat, Michał „Puszon” Stachyra, Michał Sołtysiak, Rafał Szyma, Mateusz „Craven” Wielgosz, Włodzimierz Arieniew, Siergiej Legieza, Tony Swatton, Guy Delisle, Umberto Pignatelli |
| 24.–26. dubna 2015  | Poznaňské mezinárodní veletrhy                                                                                   | 31 495          | Anna Kańtoch, Maja Lidia Kossakowska, Maciej Parowski, Andrzej Pilipiuk, Jakub Ćwiek, Robert J. Szmidt, Ewa Białołęcka, Robert M. Wegner, Jarosław Grzędowicz i wielu innych |
| 8.–10. dubna 2016   | Poznaňské mezinárodní veletrhy                                                                                   | 40 622          | Michał Azarewicz, Michał Cholewa, Piotr W. Cholewa, Jakub Ćwiek, Christian Dumais, Michał Gołkowski, Marek Grzywacz, Kazimierz Kyrcz, John Layman, Marcin Mortka, Katarzyna Niemczyk, Wiktor Noczkin, Oksana Pankjewa, Maciej Parowski, Andrzej Pilipiuk, Mark Rein•Hagen, Małgorzata Saramonowicz, Agnieszka Stemalszyk, Aleksandra „Shappi” Tora, Witold Vargas, David Weber, John Wick, Paweł Zych, Miroslav Žamboch |
| 28.–30. dubna 2017  | Poznaňské mezinárodní veletrhy                                                                                   | 44 000          | Robert M. Wegner, Michał Cetnarowski, Andrzej Ziemiański, Evan Currie, Maja Lidia Kossakowska, Peter Watts, Magda Kozak, Andrzej Pilipiuk, Marcin Podlewski, Jarosław Grzędowicz, Jacek Komuda, Jakub Ćwiek, Rafał Kosik, Kazimierz Kyrcz, Paweł Majka, Marcin Mortka, Marta Kisiel, Katarzyna Miszczuk, Krzysztof Piskorski, Siri Pettersen, Samantha Shannon, Robert Szmidt, Timo Vuorensola a další |
| 18.–20. května 2018 | Poznaňské mezinárodní veletrhy                                                                                   | 43 034          | Orson Scott Card, Patricia Briggs, Graham Masterton, Felicia Day, Jon Bailey, Robin Hobb |
| 26.–28. dubna 2019  | Poznaňské mezinárodní veletrhy                                                                                   | 52 120          | Mark Rein-Hagen, Andrzej Pilipiuk, Aneta Jadowska, Angus Watson, Ben Kane, Marcin Przybyłek, Michał Gołkowski, Paweł Majka, Rafał Kosik, Robert M. Wegner, Bogusław Polch, Maciej Kur, Stan Sakai, Christopher Judge, Marta Dobecka, Stanisław Mąderek |
| 17.–19. června 2022 | Poznaňské mezinárodní veletrhy                                                                                   | 55 847          | Edward James Olmos, Mike Pondsmith, Graham Masterton, Samantha Shannon a další |
| 16.–18. června 2023 | Poznaňské mezinárodní veletrhy                                                                                   |                 | Victoria V.E. Schwab |

## Ceny
- Soutěž portálu „Conový Průvodce“ ((polsky) Informator Konwentowy): „Nejlepší Con Sezóny“:[45]
  - Pyrkon 2006 – 2. místo (edice Zima 2005/2006);
  - Pyrkon 2007 – 1. místo (edice Zima 2006/2007).

- Soutěž portálu „Conový Průvodce“: „Nejlepší Con Roku“:[45]
  - Pyrkon 2008 – 1. místo.

- Soutěž portálu „Conový Průvodce“: „Výběr Fanoušků“:[45]
  - Pyrkon 2006 – 2. místo (edice Zima 2005/2006);
  - Pyrkon 2007 – 1. místo (edice Zima 2006/2007);
  - Pyrkon 2008 – 1. místo (edice Rok 2008).

- Plebiscit portálu „Katedra“ ((polsky) Katedra): „Plebiscit Fantastika“ v kategorii „Nejlepší con nebo další fantastická masivní událost“, v roce 2012 prostě „Událost“:
  - Pyrkon 2007 – 1. místo;[46]
  - Pyrkon 2008 – 3. místo;[47]
  - Pyrkon 2009 – 3. místo;[48]
  - Pyrkon 2010 – 1. místo;[49]
  - Pyrkon 2011 – 1. místo;[50]
  - Pyrkon 2012 – 1. místo.[51]